# Staropole (gmina)

Gmina na tle zmieniającego się podziału administracyjnego powiatu częstochowskiego

Staropole – dawna gmina wiejska istniejąca w XIX wieku w guberni piotrkowskiej. Siedzibą władz gminy było Staropole.
Za Królestwa Polskiego gmina Staropole należała do powiatu częstochowskiego w guberni piotrkowskiej i obejmowała miejscowości Aleksandrówka (wieś), Bolesławów (wieś), Kopaniny (kolonia), Sieraków (wieś), Stanisławów (wieś), Staropole (wieś), Sygątka (wieś), Wiercica (wieś), Zarębice (folwark) i Zarębice (wieś).
Gmina funkcjonuje jeszcze w 1877, lecz w wykazie gmin z 1880 roku gmina Staropole już nie występuje, a jej obszar wchodzi w skład gminy Przyrów.